# Pero Cameron
Pour les articles homonymes, voir Cameron.
Sean Pero MacPherson Cameron, né le 5 juin 1974 à Tokoroa, est un joueur puis entraîneur néo-zélandais de basket-ball. Il est international avec la Nouvelle-Zélande. Il est d'ailleurs le capitaine des Tall Blacks (surnom de l'équipe néo-zélandaise). Il mesure 1,98 m et évolue au poste d'ailier fort.
En août 2017, il est élu au FIBA Hall of Fame .

## Biographie
D'origine māori, Cameron a tout d'abord, naturellement, joué au rugby à XV, ne jouant que pour le loisir au basket-ball. Néanmoins en 1992 il rejoint l'équipe nationale de basket-ball. Dès lors il empoche 7 titres de champion national (en National Basketball League), il a fait partie 7 fois de l'équipe type de la ligue, et a remporté par 5 fois le titre de MVP. De plus il a joué professionnellement au Royaume-Uni et en Australie.

## En sélection
C'est en 1994 qu'il glane sa première sélection avec les Tall Blacks. En 2000, il devient cocapitaine, avant d'être seul à ce rôle pour le championnat du Monde d'Indianapolis. Alors que durant le tournoi l'équipe est opposée à des adversaires très influencés par la NBA, les Tall Blacks n'en possèdent qu'un en leur sein, Sean Marks, qui ne contribuera guère aux performances des siens en raison d'une blessure contractée lors des premiers matches. Cela n'empêche pas l'équipe de Nouvelle-Zélande, à la grande surprise des observateurs, de se hisser dans le carré final (4e) devant par exemple le pays hôte. Cameron rend alors une très bonne copie : 14,7 points, 5 rebonds et 3,6 passes décisive de moyenne sur le tournoi. Il est ainsi le seul joueur hors-NBA à être désigné dans l'équipe type du championnat, aux côtés de Stars NBA : Dirk Nowitzki et Peja Stojaković et de 2 jeunes en devenir : Yao Ming et Emanuel Ginóbili.

## Carrière en club
- Auckland Stars (NLB Nouvelle-Zélande)
- Chester Jets (BBL)
- New Zealand Breakers (NLB Australie)
- Waikato Pistons (NLB Nouvelle-Zélande)
- Banvit (TBL)
- Waikato Titans (NLB Nouvelle-Zélande)

## Palmarès
- Médaille d'argent aux Jeux du Commonwealth 2006 avec la Nouvelle-Zélande